# Stéphane Macaire
Stéphane Macaire, né en 1957, est un joueur professionnel de polo français.

## Carrière
Stéphane Macaire est professionnel depuis 1977. Il est, avec son frère Lionel, le seul joueur français à avoir atteint un handicap de 8.
Membre de l'Équipe de France de polo, il gagne la première Silver Jubilee Cup en Angleterre, aux côtés de son père Jacques, de son frère Lionel, et de Guy Wildenstein. Il remporte également la Coupe d'Or de Deauville avec son frère en 1980.
Après sa carrière de joueur professionnel, il arbitre des tournois internationaux de polo en France, en Espagne, aux États-Unis, à Dubai.

## Publication
En 2010, avec Dominique Pan, il publie un ouvrage bilingue (français, anglais) sur l'équitation, la technique et la tactique du polo, Polo Technique.